# John Comyn (7e comte de Buchan)
John Comyn, 7e comte de Buchan (né vers 1250 et mort entre le 11 août et le 3 décembre 1308) est un membre important de la famille Comyn au début du XIVe siècle. Il est l'un des principaux opposants à Robert Bruce lors de la guerre civile qui éclate en même temps que la première guerre d'indépendance écossaise. Il ne doit pas être confondu avec le célèbre John III Comyn, seigneur de Badenoch, qui est son cousin et qui fut assassiné par Bruce à Dumfries en mars 1306. La confusion entre les deux homonymes obscurcit l'étude de cette période de l'histoire de l'Écosse.
Buchan est le représentant d'une famille qui à longuement dominé la politique écossaise jusqu'à sa défaite devant Bruce en 1308. Cette défaite et la mort de John Comyn la même année est à l'origine d'un changement significatif de l'équilibre des forces et du pouvoir en Écosse.

## Les Comyn de Buchan
La famille Comyn d'origine normande qui apparaît en Écosse sous le règne de David Ier. En 1136 William Comyn, qui avait été au service du roi Henri Ier d'Angleterre, devient Chancelier d'Écosse. William Comyn fait partie de cette nouvelle classe de seigneurs étrangers francophones dont le statut et le pouvoir en Écosse est totalement dépendant de leur service envers le roi et qui sont employés par David et ses successeurs afin d'étendre le pouvoir royal sur les franges semi-indépendantes du royaume.
Les Comyns reçoivent d'abord des terres dans le sud de l'Écosse, mais en 1212 ils affermissent de façon significative leur position lorsque William Comyn Justiciar d'Écosse devient comte de Buchan de jure uxoris en épousant Marjorie la comtesse de Buchan, fille unique et héritière de Fergus, le dernier mormaer gaëlique de Buchan, une seigneurie qui comprenait un vaste domaine dans le nord-est de l'Écosse. Lorsque son fils Alexander Comyn lui succède, les Comyns deviennent la première famille d'origine scoto-normande à acquérir un titre comtal en Écosse, devançant ainsi la famille de Bruce de même origine ne reçoivent le comte de Carrick qu'à la fin du XIIIe siècle. William accroit également son pouvoir avec son fils, Walter Comyn, seigneur de Badenoch, qui devient jure uxoris, comte de Menteith avec la partie sud de l'ancien mormaodon de Moray la seigneurie de Badenoch, qui inclut également la totalité ouest du Lochaber. Au milieu du XIIIe siècle le pouvoir des Comyn s'étend des rivages de l'Aberdeenshire au Loch Linnhe. La famille consolide sa puissance au cours des règnes successifs d'Alexandre II et Alexandre III; mais ils atteignent le sommet de leur puissance et de leur influence sous le règne de Jean Baliol.

## John Comyn, comte de Buchan
John devient 7e comte de Buchan à la mort de son père Alexander Comyn, en 1289. Âgé d'environ 40 ans à cette époque il se trouve rapidement face aux graves remous politiques liés à la crise de succession écossaise .
Le 13 juin 1291 avec les autres membres de la haute aristocratie écossaise il jure fidélité au roi Édouard Ier d'Angleterre qu'il reconnaît suzerain supérieur de l'Écosse. En novembre de la même année il est l'un des « auditeurs » de Jean de Baliol . Ce dernier désigné comme roi l'année suivante fait de lui un membre important de l'administration du royaume en le nommant Connétable d'Écosse en 1293 .
Il est l'un des nobles écossais requis par le roi Édouard Ier d'Angleterre qui se considère comme son suzerain féodal à servir dans son conflit contre la France en Gascogne. Cette requête est mal accueillie et quand le roi Jean est tenté de céder aux demandes du roi d'Angleterre sur la participation écossaise dans la guerre, il est placé « sous la garde » d'un conseil constitué par : Buchan, trois autres comtes, quatre évêques et quatre barons qui prennent alors la direction effective du royaume en mains. Le nouveau gouvernement écossais conclut avec le royaume de France une alliance et se prépare à entrer en guerre avec l'Angleterre.
Le premier affrontement du conflit est l'attaque menée par son cousin John III Comyn, seigneur de Badenoch et fils de John II Comyn, dit le Comyn Rouge, qui est le neveu du roi Jean contre la cité de Carlisle en Cumbria. La défense de la cité a été confiée depuis octobre 1295 à Robert de Bruce ex comte de Carrick de jure uxoris, fils du Compétiteur de 1290 qui vient lui-même de transmettre en 1292 le comté de Carrick à son fils le futur roi Robert Bruce. Le premier combat de ce qui va devenir la première guerre d'indépendance de l'Écosse oppose donc ironiquement la famille Comyn à la famille de Bruce .
L'attaque de Carlisle de mars 1296 est un échec. Édouard Ier réplique immédiatement et écrase la principale force armée écossaise lors de la bataille de Dunbar, il progresse ensuite rapidement vers le nord. John Comyn de Buchan et le roi Jean se soumettent à Montrose en Angus en juillet, avec les principaux nobles d'Écosse. Jean Balliol est dépouillé des symboles de majesté et de pouvoir et incarcéré dans la tour de Londres. Le comte de Buchan, capturé, n'est pas trop durement traité, il est simplement emprisonné en Angleterre au sud de la rivière Trent. En juin 1297 il fait le serment de service armé en France, mais Édouard Ier se trouve rapidement contraint d'utiliser autrement ses services. En effet la même année l'Écosse est embrasée par un vaste soulèvement mené par Andrew Moray dans le nord et William Wallace dans le sud du pays. La révolte de Moray est particulièrement inquiétante pour Buchan car la région qu'il contrôle est frontalière de ses domaines. Et c'est dans l'intention de reprendre le contrôle du Moray qu'Édouard Ier autorise finalement le comte de Buchan à retourner dans ses États en juillet .

## La guerre de Comyn
Andrew Moray est le fils et homonyme Sir Andrew Moray de Petty et Avoch Justiciar d'Écosse, alors prisonnier en Angleterre, dont les liens avec la famille Comyn sont nombreux car il a notamment épousé en secondes noces Euphemia Comyn, la fille du 1er seigneur de Badenoch. Dans ce contexte l'action de John Comyn contre son voisin demeure très formelle et il se contente en fait de conserver son domaine dans l'obédience du roi d'Angleterre lors de la bataille de Stirling Bridge où Andrew Moray est mortellement blessé, et ce jusqu'après la bataille de Falkirk après laquelle William Wallace se démet de sa fonction de Gardien de l'Écosse et que John III Comyn est appelé à le remplacer.
Le comte de Buchan est présent à la rencontre de Peebles en août 1299, au cours de laquelle intervient la rupture entre les membres des factions pro-Comyn et pro-Bruce. Pendant que son cousin John III Comyn saisit le comté de Carrick, Buchan attaque de son côté William Lamberton l'évêque de Saint Andrews partisan des Bruce et son jeune frère Sir Alexandre Comyn ravage le nord de la région avec l'appui Lachlan Mac Ruairidh

## Les Comyn au pouvoir
Entre 1300 et 1304 la première guerre d'indépendance de l'Écosse est finalement menée par les Comyn. Sous l'autorité de son cousin le Gardien de l'Écosse, John de Buchan exerce la fonction de Justiciar d'Écosse au nord du Firth of Forth, il tient sa cour à Aberdeen au début de la décennie 1300 mais il est également actif sur les frontières contre les Anglais et au Galloway, où il est sheriff de Wigtown. En 1301 il rejoint le Gardien John de Soules lors de sa campagne contre l'armée anglaise dans la vallée de la Clyde. L'année suivante il est désigné avec le même John de Soules et le Jacques Stuart 5e grand sénéchal pour mener une ambassade à Paris afin de soutenir la cause écossaise lors des négociations entre le royaume de France et l'Angleterre. En son absence son cousin bat une armée anglaise lors de la bataille de Roslin. mais ce succès reste sans suite car Édouard Ier qui prépare une offensive massive en Écosse persuade le roi Philippe IV le Bel d'exclure l'Écosse du Traité de Paris signé en mai 1303.
L'invasion d'Édouard Ier de 1303 est la plus importante menée par les Anglais depuis celle de 1296 et il est vain de tenter de lui résister. Lorsqu'une armée s'engage au nord du Firth of Forth, ce qui n'était pas arrivé depuis 1296, et menace les états de la famille Comyn au Buchan et Badenoch, le Gardien John III Comyn entre alors en pourparlers de paix avec le roi Édouard et un accord est conclu à Strathord près de Perth en février 1304. Les domaines de Buchan un moment confisqués lui sont restitués et il devient membre du « Conseil de régence » destiné à administrer l'Écosse avec comme Gouverneur et nouveau Gardien Jean de Bretagne, comte de Richmond désigné par le roi d'Angleterre. En septembre 1305 le comte de Buchan est l'un des délégués envoyés au Parlement de Westminster pour accepter les Ordonnances du roi Édouard Ier pour le gouvernement de l'Écosse.
En 1306 il devient évident pour tous que Jean Balliol, désormais retiré en France, ne reviendra jamais en Écosse. Son règne est terminé mais pas les prétentions des Balliol. Son fils et héritier légitime Édouard Balliol est prisonnier en Angleterre et incapable d'être candidat au trône ; le dernier prétendant se trouve être John III Comyn, neveu par sa mère du roi Jean Baliol et par son père de John, comte de Buchan. Son plus grand opposant se trouve être bien entendu, Robert Bruce, qui bien qu'il se soit soumis au roi d'Angleterre depuis 1302, n'avait jamais vraiment renoncé à ses ambitions royales. Le 10 février 1306 Robert Bruce et ses suivants assassinent John III Comyn et son oncle Robert Comyn à Dumfries. Le 25 mars, lors d'une cérémonie improvisée, il est couronné roi à Scone en l'absence du comte de Fife Duncan IV, prisonnier des anglais, c'est sa tante Isabelle de Fife qui comme le veut la coutume lui place la couronne sur la tête. Cette dernière n'est autre que l'épouse de John, comte de Buchan ! On ignore la raison précise qui fait qu'elle se soit ainsi opposée aux intérêts de la famille de son époux. Il semble que le comte de Buchan ne tente rien contre elle après cette défection mais les époux ne se reverront plus jamais.

## Guerre et spoliation
L'engagement décisif entre John Comyn, comte de Buchan, et Robert Bruce intervient le 23 mai 1308 lors du combat de la colline de Barra entre Old Meldrum et Inverurie. Après une première escarmouche l'armée de Comyn qui compte un millier d'hommes est mise en déroute par Robert Ier. Il est contraint de se réfugier en Angleterre où il est nommé par Édouard II « Gardien des Marches de l'Ouest » c'est-à-dire d'Annandale, Galloway et Carrick. Bruce met à profit sa fuite pour s'emparer d'Aberdeen en août 1308 et déposséder définitivement la famille Comyn de ses domaines dans le nord de l'Écosse. John Comyn meurt dans la même année sans descendance survivante et ne laisse comme héritières que deux nièces issues du mariage de son frère cadet Sir Alexander avec Joanna de Latimer.
La plus jeune Marguerite épouse Sir John Roos, le fils cadet de William 4e comte de Ross et elle lui apporte la moitié des domaines subsistant en Buchan c'est-à-dire la baronnie de Kingedward située dans le nord entre le Don et l'Ythan en Aberdeenshire. Les époux disparaissent rapidement et la baronnie revient au comte de Ross. L'aînée des nièces, Alice comtesse titulaire de Buchan, épouse vers 1310 Henri de Beaumont qui est reconnu par le roi Édouard II d'Angleterre comte de Buchan de jure uxoris. Après la bataille de Bannockburn, il est privé de cet héritage (anglais : disinherited ) et le Buchan est attribué aux partisans de Robert Bruce 

## Sources
- (en) Cet article est partiellement ou en totalité issu de l’article de Wikipédia en anglais intitulé « John Comyn, Earl of Buchan » (voir la liste des auteurs).,